# Halsbandsmonark
Halsbandsmonark (Symposiachrus vidua) är en fågel i familjen monarker inom ordningen tättingar.

## Utseende och läte
Halsbandsmonarken är en liten svartvit monark. Den har vit halskrage samt vitt även på buk och övergump, medan den är svart på huvud och bröst. Vingarna är svarta med en stor vit vingfläck och stjärten svart med vita hörn. Bland lätena hörs en tunn darrande vissling och hårt grälande tjatter.

## Utbredning och systematik
Fågeln förekommer i södra Salomonöarna. Den behandlas antingen som monotypisk eller delas in i två underarter med följande utbredning:
- Symposiachrus vidua squamulatus – förekommer på Makira
- Symposiachrus vidua vidua – förekommer på Ugi

## Levnadssätt
Halsbandsmonarken hittas i både ursprunglig skog och ungskog. Den ses i låglänta områden, men även upp till åtminstone 800 meters höjd.

## Status
Fågeln har ett begränsat utbredningsområde och tros minska i antal till följd av habitatförstörelse. IUCN kategoriserar den som nära hotad.